# Marko Ćosić
Marko Ćosić (Zagreb, 2. ožujka 1994.), hrvatski je nogometaš koji trenutačno igra za Inker Zaprešić. Igra na poziciji stopera.

## Klupska karijera
U ljeto 2016. godine Hajduk ga dovodi na posudbu uz opciju otkupa ugovora na kraju sezone. Za Hajduk je debitirao u utakmici drugog pretkola Europske lige protiv rumunjskog CSMS Iașija koja je završila remijem od 2:2. Odigrao je svih 90 minuta, a direktni je krivac za prvi gol rumunjskog kluba. Svoj prvi pogodak za Hajduk je zabio u gostujućoj pobjedi od 3:0 nad ukrajinskom Oleksandrijom u prvoj utakmici trećeg pretkola Europske lige. Najupečatljiviju utakmicu za Hajduk je odigrao u play-offu Europske lige protiv telavivskog Maccabija kada je zabio oba Hajdukova pogotka u regularnom dijelu utakmice, a onda promašio ključni jedanaesterac u raspucavanju čime je Hajduk ispao iz Europske lige. Po završetku sezone 2016./17. napustio je Hajduk, jer je klub odlučio da neće otkupiti njegov ugovor te se vratio u Inter Zaprešić.
Dana 5. kolovoza 2017. godine Inter Zaprešić je objavio da je Ćosić nakon samo dvije odigrane utakmice po povratku s posudbe iz Hajduka otišao u norveški Haugesund.

## Reprezentativna karijera
Nastupao je za selekcije hrvatske nogometne reprezentacije do 14, 15 i 16 godina.

## Vanjske poveznice
- Profil, Hrvatski nogometni savez
- Profil, Soccerway (engl.)
- Profil, Transfermarkt (engl.)